# Franciszek Strzoda
Franciszek Strzoda (ur. 6 sierpnia 1857 w Wierzchu, zm. 1922) – polski rolnik, poseł do landtagu i Reichstagu, działacz narodowy.

## Życiorys
Pochodził z Wierzchu koło Prudnika. Posiadał duże gospodarstwo włościańskie. Około 1880 wziął ślub z Pauliną Spiller.
W wyborach uzupełniających w 1894 z ramienia partii Centrum został wybrany do Reichstagu z prudnickiego okręgu wyborczego. Deputowanym Reichstagu był w latach 1894–1918 i 1919-1920. W latach 1899–1903 i 1904-1908 był także posłem do parlamentu Prus (landtagu).
Po I wojnie światowej był działaczem plebiscytowym, domagał się przyłączenia Górnego Śląska do Polski.
Miał dwóch synów: Jana (lekarz, powstaniec śląski i oficer) i Romana (działacz narodowy i plebiscytowy).